# Marcei
Marcei é antiga uma comuna francesa na região administrativa da Normandia, no departamento Orne. Estende-se por uma área de 10,93 km². Em 2010 a comuna tinha 207 habitantes (densidade: 18,9 hab./km²).
O 1 de janeiro de 2015 fundiu-se com outras 3 comunas, Saint-Christophe-le-Jajolet, Saint-Loyer-des-Champs et Vrigny, criando a nova comuna de Boischampré.